# Michał z Działdowa
Michał z Działdowa (Michael Pictorellus) – anonimowy malarz i snycerz aktywny w Małopolsce w latach 1477–1491, pochodzący z Działdowa w Prusach Zakonnych; twórca jednego z największych ołtarzy gotyckich w Małopolsce.
Prawdopodobnie był pomocnikiem Wita Stwosza w Krakowie, podczas prac nad Ołtarzem Mariackim. Po raz pierwszy jego osoba była wzmiankowana w 1466 roku, w aktach krakowskich jako Michael Pictorellus (Michał Malarczyk); w roku 1491 jest wspomniany w aktach jako snycerz w procesie z fryzjerem. W 1486 roku, po zakończeniu prac snycerskich przy ołtarzu, otrzymał prawa miejskie. W tym samym roku założył własną pracownię. Według Bolesława Przybyszewskiego, w latach 1488–1491 pracował nad poliptykiem (pentaptyk) Ołtarz z Książnicy Wielkiej w kościele parafialnym w Książnicach Wielkich, na zlecenie plebana tejże parafii i fundatora, Mikołaja z Koprzywnicy herbu Wieniawa. Według historyka Zdzisława Kępińskiego malowane skrzydła mógł wykonać Wit Stwosz.
Przy pracy nad ołtarzem w  Książnicach Wielkich Michał z Działdowa wykorzystał wzory trzech rzeźb znajdujących się w krakowskim arcydziele: „Zaśnięcie”, „Wniebowzięcie” i „Koronacja” Ołtarz składa się ze scen rzeźbionych i malowanych, oprócz wpływów Wita Stwosza, pod względem kompozycyjnym, nawiązuje do miedziorytów Martina Schongauera i Mistrza ES, a jego zapowiedzi stylowe można odnaleźć w kwaterach śląskiego poliptyku ze Strzegomia powstałego w latach 1486–1487.
W 1491 roku, już po ukończeniu ołtarza w Książnicach Wielkich, ich fundator powróciwszy z podróży do Ziemi Świętej, prawdopodobnie będąc niezadowolony z wyników prac, pozwał malarza przed sąd konsystorski .